# Constanze Geiger
Constanze Geiger (Wenen, 16 oktober 1835 – Dieppe, 24 augustus 1890) was een Oostenrijkse pianist, componist en actrice. Ze was vooral bekend in de jaren 1840 en 1850.

## Biografie
Constanze Geiger was de dochter van Joseph Geiger, die muziekdocent van keizer Frans Jozef I was geweest. Ze kreeg haar eerste muzikale scholing van hem en vervolgens van Simon Schechter. Geiger maakte op achtjarige leeftijd haar debuut met het spelen van haar eigen composities en kreeg hiermee de aandacht van de pers. Haar composities werden gedirigeerd door zowel Johann Strauss sr. als Johann Strauss jr.
In 1846 bezocht Geiger samen met haar vader Parijs en ontmoette daar Gaetano Donizetti. Geiger componeerde onder meer een huwelijksmars voor Elisabeth in Beieren in 1854. Naast haar muzikale activiteiten was ze ook actief als actrice. Zo trad ze als actrice op in het Theater an der Wien en het Deutsches Theater Berlin. In 1860 nam Geiger kortstondig afscheid van het podium om te kunnen bevallen van haar kind. Kort daarop zou ze in het huwelijk treden met de vader van het kind, prins Leopold van Saksen-Coburg-Gotha-Koháry. Door haar huwelijk kreeg ze een aristocratische titel en werd ze Constanze von Ruttenstein.
Geiger verhuisde samen met haar echtgenoot naar Gotha. In het privétheater van het Paleis Friedenstein trad ze enkele keren als actrice op en in 1873 verschenen er nog een tweetal composities van haar hand. Toch namen haar activiteiten als componist na haar huwelijk af. Geiger overleed in 1890 en werd begraven in het Cimetière de Montmartre.

## Nalatenschap
Op 1 januari 2025 werd tijdens het Nieuwjaarsconcert van de Wiener Philharmoniker haar Ferdinandus-Waltz ten gehore gebracht. Dit is het allereerste werk van een vrouwelijke componist dat bij het Nieuwjaarsconcert werd gespeeld.

## Composities
- 4 walsen, (1845)
- Preghiera
- Ave Maria (1846)
- Duettino
- Frühlings-Träume Walzer (1847)
- Abschieds-Walzer (1848)
- Ferdinandus-Walzer (1848)
- Das Fuchslied als Trauermarsch (1849)
- Radetzky Marsch (1848)
- Sehnsucht (1850)
- Carlsklänge
- Franz Joseph-Marsch (1852)
- Ein Volkswalzer
- Nandl-Polka (1852)
- Elisabethen-Vermählungsmarsch (1854)
- Lanckoronsky-Marsch
- Chinesen-Polka
- Unbefriedigte Sehnsucht (1856)
- Herzklopfer-Walzer (1856)
- Kennst du meine Leiden?' (1856)
- 3 nocturnes (1859)
- Kaiser-Einzugs-Marsch (1862)
- Offertorium (1873)

- Gemeinsame Normdatei: 11671218X
- International Standard Name Identifier: 0000 0000 0978 2919
- Library of Congress Control Number: no2015105593
- MusicBrainz: e4c5752a-dca2-4159-ba6a-2a49b7e55ed4
- Nationale Bibliotheek van Tsjechië: mzk2013787837
- Virtual International Authority File: 35215355
- WorldCat: E39PBJkXxQCXhdW3f9BwWJF3Qq